# Євфимій (Щаснєв)
Єпископ Євфимій (у світі Феодор Дормідонтович Щаснєв; лютий 1839, Ільовський Завод, Ардатівський повіт, Нижегородська губернія - 9 січня 1913) - єпископ Російської православної церкви, єпископ Єнісейський і Красноярський.

## Біографія
Народився у лютому 1839 року, син священика села Ілевського Заводу, Ардатівського повіту Нижегородської губернії.
В 1858 закінчив Нижегородську духовну семінарію зі званням студента семінарії.
5 березня 1860 висвячений на священика до Вознесенської церкви села Терюшева Нижегородського повіту, де й прослужив тридцять три з половиною роки. Ревнуючи про просвітництво пастви, на другому році священства відкрив у власному домі народну школу, в якій протягом десяти років, поки не відкрилася на селі школа, сам був учителем і законоучителем. У 1875 році втратив дружину, яка залишила на його руках трирічного сина, і, будучи вдовим, ще вісімнадцять років священствував. У 1892 році був зведений у сан протоієрея за своє ревне служіння.
У 1893 році на пропозицію тодішнього архієпископа Нижегородського Володимира (Микольського) прийняв чернецтво з ім'ям Євфимій і був зарахований до братії Арзамаського Спасо-Преображенського монастиря з призначенням настоятелем цього монастиря і зведений в сан архімандрита.
23 червня 1895 року він був викликаний у Санкт-Петербург на чреду священнослужіння та проповіді слова Божого.
17 листопада 1896 хіротонізований на єпископа Новгород-Сіверського, вікарія Чернігівської єпархії. У січні 1897 року затверджений на посаді голови Чернігівської єпархіальної училищної ради.
З 28 жовтня 1898 - єпископ Єнісейський і Красноярський.
Поклав багато праць із влаштування єпархії. За час свого святительства Єнісейська єпархія відкрив багато парафій, будувалися храми. Його працями та стараннями влаштований єпархіальний свічковий завод, майже вдвічі збільшено число церковно-парафіяльних шкіл, розширено місіонерську справу, засновано інститут протисектантських та протирозкольницьких місіонерів, вжито багато інших заходів, що сприяють справі розвитку церковно-парафіяльного життя. 11 червня 1900 року владика Євфимій освятив місце закладки будівлі Красноярської духовної семінарії, зведеної на початку XX століття. За духовної семінарії було відкрито зразкову трикласну школу для хлопчиків. У 1904 році при семінарії було збудовано та освячено домову церкву в ім'я архістратига Михайла. Для викладання в семінарії були запрошені випускники Київської, Московської, Казанської та Санкт-Петербурзької духовних академій, які мали ступінь кандидата богослов'я. Євфимій ініціював збір коштів для поранених і каліків воїнів, що постраждали під час Китайського походу 1900 року та Російсько-японської війни 1904-1905 років. Лазарет для поранених був у приміщенні семінарії. Для забезпечення осиротілих дітей офіцерів та нижніх чинів було засновано 3 стипендії в єпархіальному училищі, 7 – у Красноярському духовному училищі, 20 – у церковно-парафіяльних школах. Були прийняті на виховання в монастирі діти дошкільного віку, що втратили годувальників.
У 1906 році не затвердив пропозиції обновленського характеру, прийняті екстреним єпархіальним з'їздом духовенства, вказавши, що «зміни з церковною обрядовістю не тільки не послужать користі Православної Церкви, але, швидше за все, послужать приводом для простого народу до розбещення в брехні та розкол». У 1912 році за клопотанням єпископа Євфимія почалося виділення асигнувань на місіонерську діяльність (по 6400 рублів щорічно). 12 березня 1912 року було засновано єпархіальне історико-археологічне товариство, одним з головних діянь якого стало видання в 1916 «Короткого опису парафій Єнісейської єпархії». .
У 1910 році осліп.
Помер 9 січня 1913 року у Красноярську. Похований у кафедральному Богородиці-Різдвяному соборі Красноярська. У радянські часи останки преосвященного були виставлені в краєзнавчому музеї і пізніше спали в музейній кочегарці.